# 桑塔爾卡
50°50′22″N 28°21′27″E / 50.83944°N 28.35750°E
桑塔爾卡（烏克蘭語：Сантарка），是烏克蘭的村落，位於該國北部日托米爾州，由科羅斯堅區負責管轄，始建於1880年，面積0.95平方公里，海拔高度194米，2001年人口268，人口密度每平方公里282.7人。